# Bursadopsis
Bursadopsis är ett släkte av fjärilar. Bursadopsis ingår i familjen mätare.
Kladogram enligt Catalogue of Life:
| Bursadopsis | \| \| Bursadopsis apicipuncta \| \| \| \| \| \| Bursadopsis circumducta \| \| \| \| \| \| Bursadopsis plenifascia \| \| \| \| \| \| Bursadopsis praeflavata \| \| \| \| |
|             | \| \| Bursadopsis apicipuncta \| \| \| \| \| \| Bursadopsis circumducta \| \| \| \| \| \| Bursadopsis plenifascia \| \| \| \| \| \| Bursadopsis praeflavata \| \| \| \| |
|             | Bursadopsis apicipuncta |
|             | |
|             | Bursadopsis circumducta |
|             | |
|             | Bursadopsis plenifascia |
|             | |
|             | Bursadopsis praeflavata |
|             | |